# Чернореченский (Кировская область)
Черноре́ченский — посёлок-эксклав Верхнекамского муниципального округа Кировской области.

## География
Посёлок расположен на берегу реки Чёрной (бассейн Камы). Железнодорожная станция Чёрная на Гайно-Кайской железной дороге. Расстояние по железной дороге до Лесного — 106 километров, до посёлка Нижнего Турунъю Койгородского района Республики Коми — 49 километров, по автодороге до посёлка Нючпас Койгородского района — 49 километров.
С точки зрения административного устройства Кировской области, Чернореченский входит в состав Верхнекамского района. С точки зрения муниципального устройства, входит в состав одноимённого и соответствующего району муниципального округа. Для данных района, муниципального округа и области посёлок является эксклавом. Со всех сторон Чернореченский окружён территориями Гайнского района и соответствующего ему одноимённого муниципального округа, входящих в состав Коми-Пермяцкого округа Пермского края. Для данных района, муниципального округа, округа и края посёлок является анклавом.

## История
Посёлок основан в середине 1950-х годов как один из лагерных пунктов Вятлага. С 1963 по 1999 год Чернореченский имел статус посёлка городского типа. В настоящее время посёлок находится в стадии расселения, в 2010 году разобрана Гайно-Кайская железная дорога до станции Верхнекамская.
С 1 января 2006 года до декабря 2020 года Чернореченский входил в состав Лесного городского поселения Верхнекамского муниципального района. После упразднения городского поселения и муниципального района вошёл в состав новообразованного Верхнекамского муниципального округа.

## Население
Численность населения
| 1970 | 1979 |
| ---- | ---- |
| 7652 | 3894 |

| 1989 | 2010 |
| ---- | ---- |
| 2184 | ↘20  |